# Grover Pango Vildoso
Grover Germán Pango Vildoso (Tacna, 19 de julio de 1947) es un profesor y político peruano. Fue ministro de Educación durante el primer gobierno de Alan García, desde 1985 hasta 1987, y diputado de la república por Tacna en el periodo 1985-1990. Fue también alcalde de la ciudad de Tacna de 1984 a 1985 y actualmente es miembro del Consejo Nacional de Educación del Perú.

## Biografía
Nació en Tacna, Perú, el 19 de julio de 1947.
Hizo sus estudios superiores en la Universidad Nacional de Educación Enrique Guzmán y Valle en Lima. Se inicia en la docencia en la Gran Unidad Escolar “Coronel Bolognesi” de Tacna -donde había hecho sus estudios básicos-  y luego fue Director de Estudios del Colegio Jesuita “Cristo Rey” de Tacna.
Ha tenido un importante desempeño en la vida cultural de su ciudad como integrante, actor y director del “Grupo Teatral Tacna”, institución emblemática del arte escénico en la ciudad. Fue también Animador Cultural en el Instituto Nacional de Cultura, que hoy forma parte del Ministerio de Cultura.
Está entre los fundadores del Sindicato Único de Trabajadores de la Educación del Perú –SUTEP - y fue miembro de su primer Comité Ejecutivo Nacional, cuya Secretaría General ocupó Horacio Zeballos Gámez. En tal condición sufrió prisión en el penal de El Sepa junto con más de 90 profesores (1973-1974) durante el gobierno militar de Juan Velazco Alvarado.
Entre 1982 y 1984 fue Secretario General Departamental del Partido Aprista Peruano en Tacna. En 1984 el pueblo lo eligió como Alcalde Provincial de Tacna. Al año siguiente es electo Diputado por el departamento (1985-1990) y es llamado a integrar el primer gabinete del Presidente Alan García Pérez como Ministro de Educación, cargo que ejerce hasta junio de 1987, cuando es reemplazado por Mercedes Cabanillas.
En el año 2007, durante el segundo gobierno del Presidente Alan García, fue nombrado Secretario de Descentralización de la Presidencia del Consejo de Ministros y luego asesor de la PCM (2009 -2011). Simultáneamente fue miembro del directorio del Centro Nacional de Planeamiento Estratégico - CEPLAN.
Ostenta la "Palmas Magisteriales" en el grado de AMAUTA (2010), máxima distinción en la educación peruana. Es integrante del Consejo Nacional de Educación (de 2002 a la fecha). Antes de ello, con otros distinguidos educadores encabezados por Ricardo Morales Basadre SJ. fundaron  “Foro Educativo”, organización de la sociedad civil especializada en políticas públicas.
Es consultor, asesor y conferencista sobre temas de su especialidad: Educación, Descentralización, Desarrollo Personal y Ciudadanía. Es colaborador del diario “Correo” (región sur) y el informativo digital “Generacción”. 